# Karol Knap
Karol Knap (ur. 12 września 2001 w Krośnie) – polski piłkarz występujący na pozycji defensywnego pomocnika, Od 2021 zawodnik Cracovii.

## Życiorys
Karol Knap urodził się 12 września 2001 roku w Krośnie. Pierwszy klub sportowy w którym grał to Karpaty Krosno i występował tam w 2018 roku. Potem grał w klubie Puszcza Niepołomice, gdzie dołączył w 2020 roku. W czerwcu 2021 został piłkarzem Cracovii.